# 小行星7141
小行星7141（7141 Bettarini）是一颗绕太阳运转的小行星，为主小行星带小行星。该小行星于1994年3月12日发现。

## 轨道参数
小行星7141的轨道半长轴为2.7875078 UA，离心率为0.090。